# 2861 Lambrecht
A 2861 Lambrecht (ideiglenes jelöléssel 1981 VL2) a Naprendszer kisbolygóövében található aszteroida. Freimut Börngen és K. Kirsch fedezte fel 1981. november 3-án.